# Zombievandring

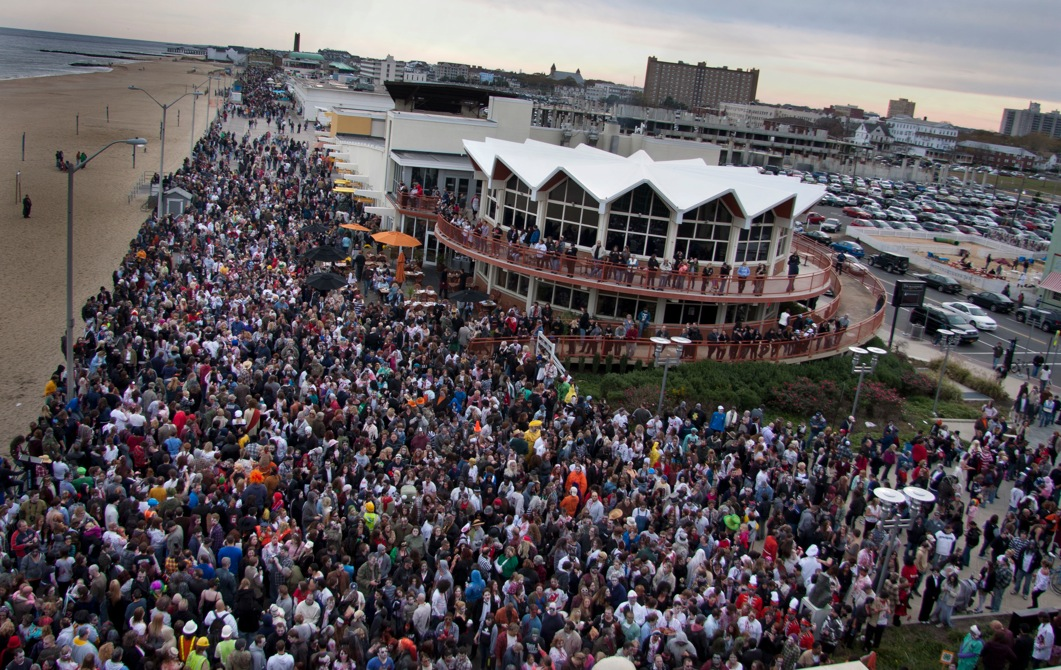
New Jersey Zombie Walk.

En zombiemarsch, engelska zombie walk, är ett evenemang där människor vandrar tillsammans utklädda till zombier.